# Ray Neufeld
Raymond Matthew Neufeld (St. Boniface, 15 aprile 1959) è un ex hockeista su ghiaccio canadese.
Ricopriva il ruolo di ala destra.

## Carriera
Ray Neufeld si formò giocando nella lega giovanile della Western Hockey League, dapprima per due stagioni con i Flin Flon Bombers, poi per un anno con gli Edmonton Oil Kings. Al termine della stagione 1978-1979 fu selezionato in occasione del Draft al quarto giro dagli Hartford Whalers, nuova franchigia trasferitasi dalla World Hockey Association.
Nella sua prima stagione da professionista Neufeld giocò solo 10 partite ad Hartford, segnando tuttavia una rete nei playoff, mentre per la maggior parte della stagione militò nel farm team della American Hockey League degli Springfield Indians. Anche nelle due stagioni successive si alternò fra NHL e AHL presso i Binghamton Whalers. Dal campionato 1982-83 diventò titolare nel roster dei Whalers, arrivando nel 1984 al record personale con 69 punti conquistati al termine della stagione regolare. Neufeld rimase ad Hartford fino all'autunno del 1985, totalizzando 227 punti in 333 partite disputate.
Il 22 novembre 1985 si trasferì ai Winnipeg Jets, squadra della sua città, in cambio del difensore Dave Babych. Rimase in Manitoba fino al dicembre 1988, dopo aver ottenuto 135 punti in 265 apparizioni, per poi essere ceduto ai Boston Bruins in cambio di Moe Lemay. A causa di alcuni problemi fisici riuscì a giocare poche partite, trascorrendo la maggior parte della stagione 1989-90 in AHL con i Maine Mariners. Al termine di quell'anno si ritirò dall'attività agonistica.